# Pogodba Concorde
Pogodba Concorde je pogodba med FIO, moštva Formule 1 in Formula One Administration (FOM), ki določa pod katerimi pogoji moštva sodelujejo na dirkah ter kakšen delež dobijo od prodaje televizijskih pravic in denarnih nagrad. Do sedaj je bilo podpisanih pet različnih pogodb Concorde, katerih natančna vsebina ni znana. Prva je bila podpisana leta 1981, nato pa še 1987, 1992, 1997 in sedanja pogodba leta 1998, ki je nadomestila pogodbo iz leta 1997 in se izteče s koncem leta 2007
Pogodba Concorde naj bi naredila Formulo 1 bolj profesionalno, kot je bila pred tem, in povečala njen komercialni uspeh. Najpomembnejši faktor za dosego tega je obveza moštev, da nastopijo na vsaki dirki Formule 1, s tem je šport bolj zanimiv za TV postaje, ki drago plačajo televizijske pravice za prenose dirk. V zameno je moštvom zagotovljen določen delež od zaslužka Formule 1.